# Barry Hawkins
Barry Hawkins (Ditton, 23 aprile 1979) è un giocatore di snooker inglese, professionista nel 1996-1997 e dal 2000, numero 9 del ranking.

## Carriera
Barry Hawkins è diventato professionista nel 1996 anche se, dopo una sola stagione è tornato un dilettante riottenendo nel 2000 la carta da professionista.
Si fa subito notare alla LG Cup 2001 arrivando fino ai quarti di finale.
Nel 2005 e nel 2006 arriva in semifinale al Welsh Open.
Negli anni successivi l'inglese non è mai riuscito a farsi notare nonostante la grande quantità di talento e le varie posizioni scalate in questi anni. Infatti deve aspettare il 2012 per vincere il primo titolo Ranking, l'Australian Goldfields Open contro Peter Ebdon.
L'anno dopo arriva a sorpresa in finale al Mondiale ma perde contro Ronnie O'Sullivan 18-12. Sempre contro O'Sullivan Hawkins perde la finale del Masters 2016, con il connazionale che lo travolge 10-1.
Il 27 novembre 2019 realizza il suo terzo 147 in carriera.

## Vita privata
Barry Hawkins vive con la compagna Tara dal 2001 con cui ha avuto un figlio di nome Harrison nel 2009. L'inglese ha poi sposato Tara nel 2012.

## Ranking[9]
| Stagione  | Ranking iniziale | Ranking finale |
| --------- | ---------------- | -------------- |
| 1996-1997 | Non classificato | 265            |
| 2000-2001 | 189              | 85             |
| 2001-2002 | 85               | 51             |
| 2002-2003 | 51               | 42             |
| 2003-2004 | 42               | 43             |
| 2004-2005 | 43               | 30             |
| 2005-2006 | 30               | 12             |
| 2006-2007 | 12               | 19             |
| 2007-2008 | 19               | 27             |
| 2008-2009 | 27               | 17             |
| 2009-2010 | 17               | 21             |
| 2010-2011 | 21               | 22             |
| 2011-2012 | 22               | 22             |
| 2012-2013 | 22               | 9              |
| 2013-2014 | 9                | 4              |
| 2014-2015 | 5                | 8              |
| 2015-2016 | 8                | 14             |
| 2016-2017 | 14               | 5              |
| 2017-2018 | 5                | 7              |
| 2018-2019 | 7                | 9              |
| 2019-2020 | 9                | 17             |
| 2020-2021 | 17               | 13             |
| 2021-2022 | 13               |                |

### Maximum breaks: 3[10]
| N° | Anno | Competizione              | Avversario      | Note   |
| -- | ---- | ------------------------- | --------------- | ------ |
| 1  | 2010 | Players Tour Championship | James McGouran  | [ 11 ] |
| 2  | 2015 | Championship League       | Stephen Maguire | [ 12 ] |
| 3  | 2019 | UK Championship           | Gerard Greene   | [ 8 ]  |

## Tornei vinti

### Titoli Non-Ranking: 5
| Titoli Ranking                   | Titoli Ranking | Titoli Ranking | Titoli Ranking |
| -------------------------------- | -------------- | -------------- | -------------- |
| Competizione                     | Anno           | Avversario     | Note           |
| Australian Goldfields Open       | 2012           | Peter Ebdon    | [ 5 ]          |
| Players Tour Championship Finals | 2014           | Gerard Greene  | [ 13 ]         |
| World Grand Prix                 | 2017           | Ryan Day       | [ 14 ]         |

| Titoli Non-Ranking                  | Titoli Non-Ranking | Titoli Non-Ranking | Titoli Non-Ranking |
| ----------------------------------- | ------------------ | ------------------ | ------------------ |
| Competizione                        | Anno               | Avversario         | Note               |
| Challenge Tour 4                    | 1999               | Craig Butler       | [ 15 ]             |
| Evento di qualificazione al Masters | 2007               | Kurt Maflin        | [ 16 ]             |
| Pro Challenge Series 5              | 2010               | Michael Holt       | [ 17 ]             |
| Shoot-Out                           | 2012               | Graeme Dott        | [ 18 ]             |
| Paul Hunter Classic                 | 2019               | Kyren Wilson       | [ 19 ]             |

| Tornei varianti       | Tornei varianti | Tornei varianti | Tornei varianti |
| --------------------- | --------------- | --------------- | --------------- |
| Competizione          | Anno            | Avversario      | Note            |
| Six-Red Macao Masters | 2018            | Mark Williams   | [ 20 ]          |

## Finali perse

### Titoli Non-Ranking: 7
| Titoli Ranking        | Titoli Ranking | Titoli Ranking    | Titoli Ranking |
| --------------------- | -------------- | ----------------- | -------------- |
| Competizione          | Anno           | Avversario        | Note           |
| Campionato mondiale   | 2013           | Ronnie O'Sullivan | [ 6 ]          |
| Northern Ireland Open | 2016           | Mark King         | [ 21 ]         |
| Welsh Open            | 2018           | John Higgins      | [ 22 ]         |
| China Open            | 2018           | Mark Selby        | [ 23 ]         |
| Players Championship  | 2022           | Neil Robertson    | [ 24 ]         |

| Titoli Non-Ranking | Titoli Non-Ranking | Titoli Non-Ranking                 | Titoli Non-Ranking |
| ------------------ | ------------------ | ---------------------------------- | ------------------ |
| Competizione       | Anno               | Avversario                         | Note               |
| The Masters        | 2016 - 2022        | Ronnie O'Sullivan - Neil Robertson | [ 7 ] [ 25 ]       |
| Challenge Tour 1   | 1999               | Matt Wilson                        | [ 26 ]             |
| Challenge Tour 3   | 1999               | Simon Bedford                      | [ 27 ]             |
| Irish Masters      | 2007               | Ronnie O'Sullivan                  | [ 28 ]             |
| Hamm Invitational  | 2008               | Ronnie O'Sullivan                  |                    |
| Shanghai Masters   | 2018               | Ronnie O'Sullivan                  | [ 29 ]             |

| In squadra   | In squadra       | In squadra | In squadra |
| ------------ | ---------------- | ---------- | ---------- |
| Competizione | Anno/Compagno    | Avversario | Note       |
| World Cup    | 2017/ Judd Trump | Cina       | [ 30 ]     |

| Tornei varianti            | Tornei varianti | Tornei varianti | Tornei varianti |
| -------------------------- | --------------- | --------------- | --------------- |
| Competizione               | Anno            | Avversario      | Note            |
| Six-Red World Championship | 2009            | Jimmy White     | [ 31 ]          |